# Győzni fogunk
A Győzni fogunk (alcímén 10 év – 10 lemez) az Edda Művek együttes tizedik albuma. 1990-ben jelent meg először bakeliten és kazettán, majd 1995-ben az Auto-Foto Kft. kiadásában CD-n is. 2010-ben a Hammer Records digitálisan felújított minőségben újra kiadta a lemezt.
Borítója az együttes hagyományos színeinek tekinthető sárga-fekete színezetű, rajta egy rajzolt, magasba emelt, ökölbe szorított csuklószorítós kéz látszik. A kazettakiadáson ugyanez a kép látszik, de másként megrajzolva, az 1995-ös CD-kiadás borítójára is ez a változat került fel.
Ezen a lemezen már kevesebb a politizáló szöveg, a szövegek inkább a szerelemre és a szexualitásra helyezik a hangsúlyt. A címadó nóta mégis az optimista rendszerváltó dalokhoz sorolható, igaz, a múlt szomorúsága is megjelenik benne. A híd a nemzetépítés dilemmáit taglalja, a Ha felkel a Nap című dal már a jövő kérdéseiről szól, de itt is szerepel két sor, ami a bukott rendszerre utal: „Nem kell már megfigyelni / És nem figyelnek téged”. A Nyár van látszólag könnyed dal, de még ebben is feltűnik a múltra keserűsége: „Tőlem elloptak húsz évet” Itt található meg a később slágerré vált "Ördögi kör", a miskolci vasgyári munkások reményvesztettségéről szóló, balladisztikus "Vágyom haza", illetve a gyors instrumentális "Szeretkezni minden mennyiségben". A dalok jelentős részét ezúttal is a Gömöry-Pataky szerzőpáros szerezte, de négy számban is szerepel Alapi istván is, illetve egy dal erejéig a basszusgitáros Pethő Gábor.

## Számok listája
| #  | LP # | Cím                             | Szerzők                                   | Hossz |
| -- | ---- | ------------------------------- | ----------------------------------------- | ----- |
| 1  | A1   | Győzni fogunk                   | Gömöry Zsolt, Pataky Attila               | 4:22  |
| 2  | A2   | A híd                           | Gömöry Zsolt, Pataky Attila               | 5:29  |
| 3  | A3   | Ördögi kör                      | Gömöry Zsolt, Pataky Attila               | 4:08  |
| 4  | A4   | Ha meghal a Nap                 | Gömöry Zsolt, Pataky Attila               | 4:52  |
| 5  | A5   | Vágyom haza                     | Alapi István, Pataky Attila               | 6:15  |
| 6  | B1   | Veszélyes akció                 | Gömöry Zsolt, Pataky Attila               | 3:32  |
| 7  | B2   | Szeretkezni minden mennyiségben | Alapi István                              | 3:07  |
| 8  | B3   | Egy épp aktuális szerelem       | Alapi István, Gömöry Zsolt, Pataky Attila | 4:40  |
| 9  | B4   | Nyár van                        | Alapi István, Pataky Attila, Pethő Gábor  | 4:12  |
| 10 | B5   | Ha feladod az álmaid            | Gömöry Zsolt, Pataky Attila               | 6:04  |

## Az együttes felállása
- Alapi István (Steve) – szólógitár
- Donászy Tibor (Tipcsi) – dob
- Gömöry Zsolt (Göme) – billentyűs hangszerek
- Pataky Attila (Attis) – ének
- Pethő Gábor (Gabi) – basszusgitár

- Lastofka Bea, Keresztes Ildikó – vokál (mint Lastofka Beatr-X és Kereszt-S Ildikó)
- Rozgonyi Péter (Rozi) – hangmérnök
- Deák Tamás (Döki) – borítóterv
- Szigeti Ferenc – producer